# Treponema pallidum
Treponema pallidum (von griechisch τρέπειν „drehen“, und νήμα „Garn“; lateinisch pallidus bedeutet „blass“) ist ein schraubenförmig gewundenes Bakterium aus der Familie der Spirochäten. Die Spezies wird in mehrere Subspezies (ssp.) unterteilt, welche für sich jeweils die Krankheiten Syphilis, endemische Syphilis und Framboesie beim Menschen auslösen. Die Übertragung erfolgt nur zwischen Menschen. Es handelt sich um mikroaerophile, schraubenartig oder spiralig gewundene, 5–15 μm lange und 0,1–0,2 μm dicke Mikroorganismen.

## Subspezies
Derzeit sind drei Unterarten von T. pallidum bekannt:
- T. pallidum ssp. pallidum: Erreger der Syphilis
- T. pallidum ssp. endemicum: Erreger der endemischen Syphilis (Bejel)
- T. pallidum ssp. pertenue: Erreger der Framboesie

Treponema carateum, der Erreger der Pinta, wird als eigene Subspezies klassifiziert.
Die Erreger sind morphologisch und serologisch nicht voneinander zu unterscheiden. Genetische Unterschiede bestehen lediglich zwischen der venerisch übertragbaren Subspezies T. p. palldium und den nichtvenerisch übertragenen Subspezies (T. p. endemicum, T. p. pertenue, T. carateum). Die nichtvenerischen Treponemenspezies unterscheiden sich untereinander aus genetischer Sicht nicht.

## Eigenschaften
Das Bakterium ist 5–15 µm lang und 0,2 µm breit, besitzt 10–20 Windungen und kann sich durch Rotation um seine Längsachse fortbewegen. Aufgrund der feinen Struktur ist die Darstellung mit Färbungen in der Mikroskopie schwer möglich. Die Methode der Dunkelfeldmikroskopie lässt aber Lebendbeobachtungen zu. Die kulturelle Anzucht ist bislang nur in Kaninchenhoden gelungen.

## Geschichte
Nachdem jahrelang vergeblich nach dem Erreger der Syphilis gefahndet wurde, gelang Fritz Schaudinn und Erich Hoffmann an der Berliner Charité 1905 der erste mikroskopische Nachweis der Syphilisspirochäten und damit die Entdeckung der Ursache der Syphilis. (Der Artname des Syphilis-Erregers war früher Spirochaeta pallida). Serologisch wurde die Syphilis dann durch den Wassermann-Test nachweisbar. Durch Noguchi Hideyo gelang später der Nachweis des Bakteriums im Hirn von Patienten, die unter Wahnsinn und Paresen litten, wodurch der Zusammenhang der verschiedenen Stadien der Syphiliserkrankung hergestellt wurde.

## Nachweis des Erregers

### Direkter Nachweis der Bakterien
Ein mikroskopischer Nachweis der Bakterien im Blut ist unsicher. Der Erreger wird beim Primärstadium der Syphilis direkt aus dem gewonnenen Sekret des Primäraffekts (Ulcus durum) gewonnen. Im Sekundärstadium kann das Sekret, welches im Dunkelfeldmikroskop untersucht wird, auch aus einem Condyloma latum gewonnen werden.

### Nachweis von Antikörpern
Ein serologischer Bluttest kann die spezifisch und empfindlich gegen Treponema pallidum gerichteten Antikörper, ausfindig machen.
Die Antikörper werden durch
1. TPHA-Test (Treponema pallidum Hämagglutinationstest)
2. FTA-Abs-Test (Fluoreszenz-Treponema-Antikörper-Absorptionstest) oder
3. Treponema pallidum-Western Blot (für Treponemenantigene p15, p17, p44,5 und p47)

nachgewiesen.

### Meldepflicht
In Deutschland ist der direkte oder indirekte Nachweis von Treponema pallidum nach § 7 Absatz 3  des Infektionsschutzgesetzes (IfSG) nichtnamentlich meldepflichtig.  Die Meldepflicht betrifft in erster Linie die Leitungen von Laboren (§ 8 IfSG).
In der Schweiz ist der positive laboranalytische Befund zu Treponema pallidum für Laboratorien meldepflichtig und zwar nach dem Epidemiengesetz (EpG) in Verbindung mit der Epidemienverordnung und Anhang 3 der Verordnung des EDI über die Meldung von Beobachtungen übertragbarer Krankheiten des Menschen.

## Behandlung
Treponema-Bakterien können mit hochdosierten Antibiotika bekämpft werden, z. B. Penicillin G, oder bei Allergien Cephalosporine der 3. Generation, Makrolide oder Tetracycline.
Weiteres findet sich im Artikel Syphilis.